# Lene Marlins diskografi
Den norske musiker Lene Marlins diskografi består af fire studiealbums, 14 singler og en musik-DVD på EMI.

## Studiealbums
| År                                                                            | Album                                                                                         | ’‘‘Hitlisteplaceringer’’’ | ’‘‘Hitlisteplaceringer’’’ | ’‘‘Hitlisteplaceringer’’’ | ’‘‘Hitlisteplaceringer’’’ | ’‘‘Hitlisteplaceringer’’’ | ’‘‘Hitlisteplaceringer’’’ | ’‘‘Hitlisteplaceringer’’’ | ’‘‘Hitlisteplaceringer’’’ | ’‘‘Hitlisteplaceringer’’’ | ’‘‘Hitlisteplaceringer’’’ | Certifications                                                                         |
| År                                                                            | Album                                                                                         | NOR                       | TWN                       | FRA                       | GER                       | ITA                       | NZ                        | SWE                       | SWI                       | UK                        | JP                        | Certifications                                                                         |
| ----------------------------------------------------------------------------- | --------------------------------------------------------------------------------------------- | ------------------------- | ------------------------- | ------------------------- | ------------------------- | ------------------------- | ------------------------- | ------------------------- | ------------------------- | ------------------------- | ------------------------- | -------------------------------------------------------------------------------------- |
| 1999                                                                          | Playing My Game - Udgivet: April 27, 1999 - Pladeselskab: EMI (#724384763329) - Formater: CD  | 1                         | 1                         | 10                        | 76                        | 9                         | 8                         | 8                         | 45                        | 18                        | 28                        | - JP:Gold - NOR: 5x Platin - FRA: Platinum - ITA: 3x Platin - SWE: Guld - UK: Platinum |
| 2003                                                                          | Another Day - Udgivet: September 24, 2003 - Pladeselskab: EMI (#0724359217727) - Formater: CD | 1                         | 2                         | 38                        | 59                        | 3                         | —                         | 26                        | 32                        | 93                        | 99                        | - NOR: 2x Platin - ITA: Guld                                                           |
| 2005                                                                          | Lost in a Moment - Udgivet: June 13, 2005 - Pladeselskab: EMI (#094631182327) - Formater: CD  | 4                         | 4                         | —                         | 94                        | 15                        | —                         | —                         | 33                        | —                         | 261                       | - NOR: Platinum                                                                        |
| 2009                                                                          | Twist the Truth - Udgivet: March 30, 2009 - Pladeselskab: EMI - Formater: CD                  | 3                         | 7                         | —                         | —                         | 44                        | —                         | 57                        | 67                        | —                         | —                         | - NOR: Guld                                                                            |
| "—" denotes a title that did not chart or was not released in that territory. |                                                                                               |                           |                           |                           |                           |                           |                           |                           |                           |                           |                           |                                                                                        |

### Opsamlingsalbum
| År                                                                            | Album                                                                           | ’‘‘Hitlisteplaceringer’’’ | ’‘‘Hitlisteplaceringer’’’ | ’‘‘Hitlisteplaceringer’’’ | ’‘‘Hitlisteplaceringer’’’ | ’‘‘Hitlisteplaceringer’’’ | ’‘‘Hitlisteplaceringer’’’ | ’‘‘Hitlisteplaceringer’’’ | ’‘‘Hitlisteplaceringer’’’ | ’‘‘Hitlisteplaceringer’’’ | ’‘‘Hitlisteplaceringer’’’ | Certificeringer |
| År                                                                            | Album                                                                           | NOR                       | TWN                       | FRA                       | GER                       | ITA                       | NZ                        | SWE                       | SWI                       | UK                        | JP                        | Certificeringer |
| ----------------------------------------------------------------------------- | ------------------------------------------------------------------------------- | ------------------------- | ------------------------- | ------------------------- | ------------------------- | ------------------------- | ------------------------- | ------------------------- | ------------------------- | ------------------------- | ------------------------- | --------------- |
| 2013                                                                          | Here We Are - Historier så langt - Udgivet: 2013 - Pladeselskab: - Formater: CD | 15                        | —                         | —                         | —                         | —                         | —                         | —                         | —                         | —                         | —                         | - NOR: Guld     |
| "—" denotes a title that did not chart or was not released in that territory. |                                                                                 |                           |                           |                           |                           |                           |                           |                           |                           |                           |                           |                 |

## Singler
| År   | Single                              | Højeste hitlisteplacering | Højeste hitlisteplacering | Højeste hitlisteplacering | Højeste hitlisteplacering | Højeste hitlisteplacering | Højeste hitlisteplacering | Højeste hitlisteplacering | Højeste hitlisteplacering | Højeste hitlisteplacering | Højeste hitlisteplacering | Noter                  | Album            |
| År   | Single                              | NOR                       | AUT                       | FIN                       | FRA                       | GER                       | ITA                       | NZ                        | SWE                       | SWI                       | UK                        | Noter                  | Album            |
| ---- | ----------------------------------- | ------------------------- | ------------------------- | ------------------------- | ------------------------- | ------------------------- | ------------------------- | ------------------------- | ------------------------- | ------------------------- | ------------------------- | ---------------------- | ---------------- |
| 1998 | "Unforgivable Sinner"               | 1                         | —                         | —                         | 37                        | 78                        | 1                         | 32                        | 4                         | —                         | 13                        |                        | Playing My Game  |
| 1999 | "Sitting Down Here"                 | 2                         | 38                        | 4                         | 48                        | 57                        | 5                         | 4                         | 18                        | —                         | 5                         |                        | Playing My Game  |
| 2000 | "Where I'm Headed"                  | —                         | —                         | 7                         | 5                         | —                         | 2                         | —                         | 35                        | 28                        | 31                        |                        | Playing My Game  |
| 2003 | "You Weren't There"                 | 1                         | —                         | —                         | 89                        | —                         | 1                         | —                         | 39                        | 74                        | 59                        |                        | Another Day      |
| 2003 | "Another Day"                       | —                         | —                         | —                         | —                         | —                         | 17                        | —                         | —                         | —                         | —                         |                        | Another Day      |
| 2003 | "Sorry"                             | —                         | —                         | —                         | —                         | —                         | 41                        | —                         | —                         | —                         | —                         | Released only in Italy | Another Day      |
| 2005 | "How Would It Be"                   | 11                        | —                         | —                         | —                         | 95                        | 16                        | —                         | —                         | —                         | —                         |                        | Lost in a Moment |
| 2005 | "What If"                           | —                         | —                         | —                         | —                         | —                         | —                         | —                         | —                         | —                         | —                         |                        | Lost in a Moment |
| 2006 | "Still Here"                        | —                         | —                         | —                         | —                         | —                         | —                         | —                         | —                         | —                         | —                         | Released only in Asia  | Lost in a Moment |
| 2009 | "Here We Are"                       | 6                         | —                         | —                         | —                         | —                         | —                         | —                         | —                         | —                         | —                         |                        | Twist the Truth  |
| 2009 | "You Could Have"                    | —                         | —                         | —                         | —                         | —                         | —                         | —                         | —                         | —                         | —                         |                        | Twist the Truth  |
| 2013 | "Is It True"                        | 18                        | —                         | —                         | —                         | —                         | —                         | —                         | —                         | —                         | —                         |                        | Non-album single |
| 2013 | "Kanskje du behøver noen"           | 18                        | —                         | —                         | —                         | —                         | —                         | —                         | —                         | —                         | —                         |                        | Non-album single |
| 2013 | "Engler i sneen" (with Kurt Nilsen) | 7                         | —                         | —                         | —                         | —                         | —                         | —                         | —                         | —                         | —                         |                        | Non-album single |

### Som gæstekunstner
| 2006 | "Avalon" (Lovebugs featuring Lene Marlin)          | 13 | 10 |
| 2009 | "Worth It" (Aleksander With featuring Lene Marlin) | 2  | -  |

## Videoalbums
| År   | Video information                                                                                         |
| ---- | --- |
| 2003 | Another Day - Udgivet: September 22, 2003 - Pladeselskab: EMI (#724349083691) - INstrktør: Sally Stratton |